# Brioche
Brioche (/ˈbriːoʊʃ/, UK: /ˈbriːɒʃ, briːˈɒʃ/, US: /briːˈoʊʃ, ˈbriːɔːʃ, briːˈɔːʃ/, tiếng Pháp: [bʁijɔʃ]) là một loại bánh mì có nguồn gốc từ Pháp có hàm lượng bơ và trứng cao giúp bánh có lớp bánh mềm và béo ngậy. Đầu bếp Joël Robuchon mô tả nó là "nhẹ và hơi xốp, độ mịn ít hay nhiều tùy theo tỉ lệ bơ và trứng". Nó có lớp vỏ sẫm màu, vàng và bong tróc, thường nổi bật bởi lớp lòng đỏ trứng gà được phết sau khi chuẩn bị bột.
Brioche được coi là một loại Viennoiserie. Nó được làm theo cách cơ bản giống như bánh mì và có thêm nguyên liệu đa dạng hơn so với các loại bánh ngọt như có thêm trứng, bơ, và các thành phần khác (sữa, nước, kem, đôi khi là rượu mạnh) và thậm chí là đường. Brioche, cùng với hai loại bánh mì khác của Pháp là pain au lait và pain aux raisins, thường được dùng cho bữa ăn sáng hoặc vào những buổi ăn nhẹ. Brioche được nướng với trái cây hoặc sô cô la vụn. Qua nhiều biến thể của từng vùng miền khác nhau, bánh mì brioche đã được phục vụ riêng như một món ăn phụ dành cho tráng miệng.

## Từ nguyên

### Tên gọi
Có nhiều tranh luận về nguồn gốc tên gọi của brioche. Ngày nay, người ta cho rằng tên của loại bánh này phát nguồn từ một từ cổ trong tiếng Pháp của người Norman là "brier" một từ có nét tương đồng với "broyer" chưa được hiện đại hóa. Trong tiếng Pháp hiện đại "broyer" có thể được hiểu là hành động nhào bột (ám chỉ đến việc dùng một con lăn bằng gỗ trong quá trình làm bánh).

### Lịch sử
Brioche lần đầu tiên được ghi nhận có từ năm 1404. Nó được chứng thực vào năm 1611 trong cuốn sách A Dictionarie of the French and English Tongues bởi nhà sử học người Anh, Cotgrave. Trong đó, bánh mì brioche được mô tả là "một chiếc bánh mì tẩm gia vị" và có nguồn gốc từ Norman.
Brioche có hàm lượng bơ và trứng cao, như một thành phần đặc trưng góp phần làm cho lốp bánh mềm và tươi xốp. Nhưng vào thế kỷ 17, Pâté à tarte briochée, A pain à brioche pauvre và một số công thức bột làm bánh khác tại thời điểm đó có nguyên liệu khá nghèo nàn khi chỉ dùng 3 quả trứng và 250 gam bơ cho 1 kg bột trong mỗi công thức. Thời kỳ này, bơ là một sản phẩm dành cho người giàu. Từ thời Quốc vương Louis XIV, bơ đã được phổ biến như một thành phần đặc trưng trong công thức làm bánh mì nhưng vẫn chỉ được dùng một cách ít rộng rãi hơn ở các tỉnh thành phía bắc nước Pháp. Ở Pháp, brioche được cải tiến thông qua các loại bánh mì Pháp từ thời cổ đại bởi các thợ làm bánh và sau đó là những người thợ làm bánh ngọt. Các nguyên liệu đặc trưng như bơ, trứng và đường... đã được lấy cảm hứng từ một loại bánh thánh của các nhà thờ ở Pháp là Pain bénit. Trải qua thời gian, bánh mì brioche dần dần trở nên phổ biến hơn, có chất lượng tốt hơn và cũng giá thành ngày càng đắt đỏ hơn.
Brioche có nhiều biến thể trong ẩm thực và có nhiều hình thức chế biến khác nhau. Phiên bản phục vụ cơ bản nhất bao gồm chứa nhiều loại nhân bên trong khác nhau như phi lê bò, gan ngỗng và xúc xích. Ngoài ra, brioche cũng có thể được phục vụ với nhân ngọt, đặc biệt là trái cây tươi, kem vani hoặc mứt. Hai phiên bản kinh điển và phổ biến nhất của loại bánh này là brioche à tête (tên khác: parisienne), thường được nướng và có hình dạng là các cánh loe tròn có rãnh, phần đầu có một khối bột nhỏ được gọi là tête. Và brioche de Nanterre (tạm dịch: brioche xứ Nanterre), có hình dáng của một ổ bánh mì truyền thống đặc trưng và được nướng trong một khuôn bánh mì tiêu chuẩn. Hai công thức làm brioche này đều có chứa những thành phần cơ bản. Phương pháp chuẩn bị thông thường là nhào bột, dựa vào nhiệt độ giúp bột nở và ủ lạnh trong các khoảng thời gian khác nhau (tùy theo công thức). Làm lạnh cũng là một phương pháp làm bột cứng lại, khi đó bột sẽ giảm tốc độ nở và trở nên dễ tạo hình hơn. Sau khi phần bột được tạo hình, nó được đặt trong các hộp đựng để chống thấm lần cuối, và thường được quét một lớp trứng mỏng lên trên bề mặt trước khi nướng ở nhiệt độ 230 °C (446 °F) cho đến khi lớp vỏ chuyển sang màu nâu và phần bên trong đạt ít nhất 90 °C (194 °F). Thời gian nướng cho một brioche nhỏ sẽ mất khoảng 1 đến 1 tiếng rưỡi và tăng dần đối với các brioche lớn hơn, thường bánh mì sẽ được nướng trong lò cho đến khi người thợ nhận thấy bánh mì tăng gấp đôi kích thước. Brioche khi được nướng xong sẽ có hương vị ngọt nhẹ, đậm đà của bơ và mềm. Tuy nhiên, tỷ lệ bơ khác nhau trong mỗi công thức sẽ cho ra một hương vị bánh mì ít đậm đà hơn. Với tỷ lệ bột-bơ phổ biến là 2:1, nhưng trong lịch sử, bơ từng là một loại thực phẩm khá đắt và ít phổ biến hơn trong các gia đình tầng lớp cấp thấp, nên bánh brioche của người giàu thường được chế biến theo với tỷ lệ bột-bơ là 3:2 và brioche rẻ hơn dành cho người nghèo với tỷ lệ bơ 4:1. Vì độ phổ biến của loại bánh mì này, mà hai phiên bản brioche dành cho tầng lớp thượng lưu giàu có và tầng lớp thấp hơn đã từng tồn tại cùng một thời điểm.

## Ảnh hưởng

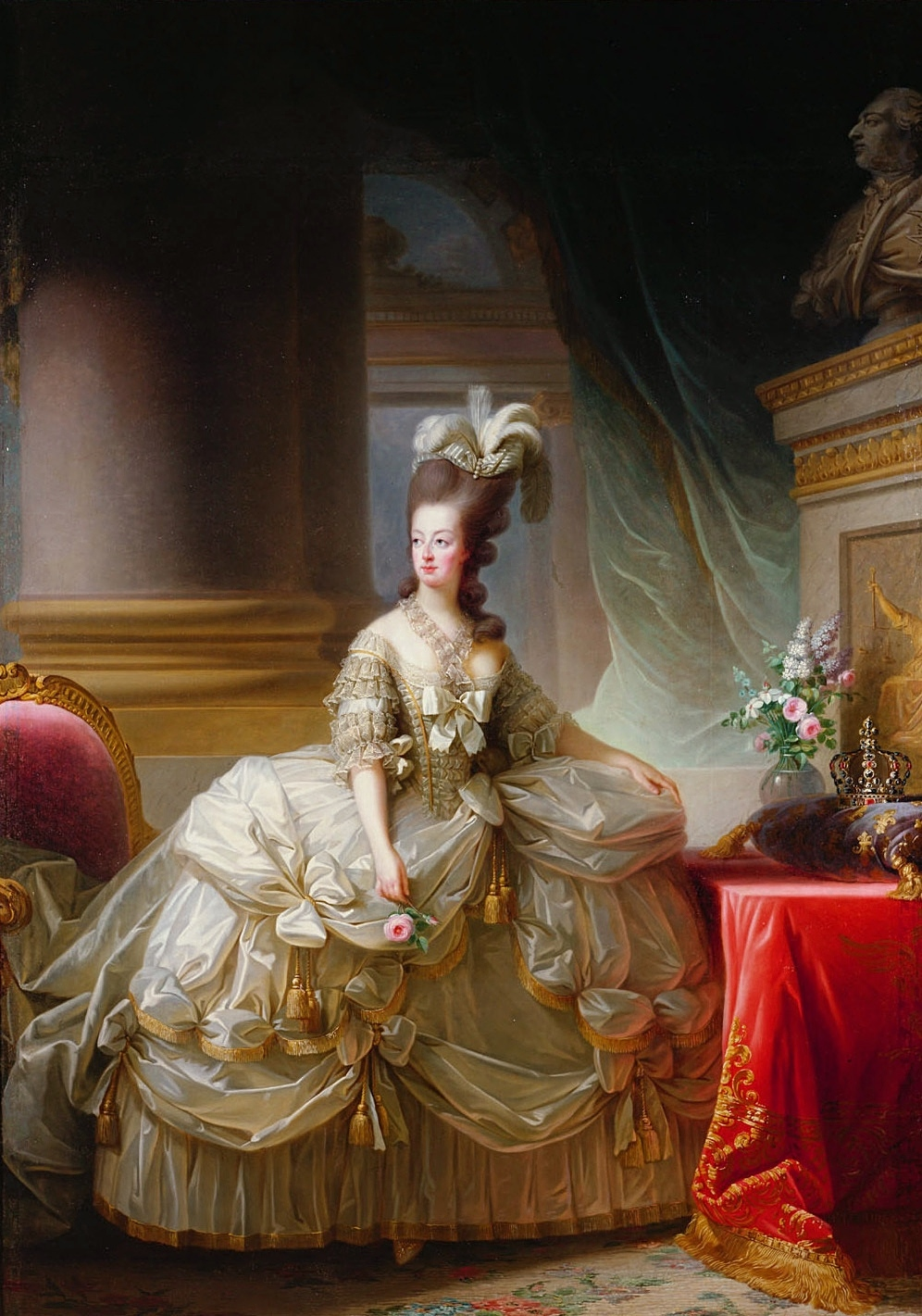
Vương hậu Marie Antoinette của Pháp, người đã bị gán cho câu nói "Qu'ils mangent de la brioche".

Trong cuốn tự truyện Confessions được xuất bản vào thế kỷ 18 của Jean-Jacques Rousseau, một nhà triết học người Genève có nhắc đến cụm từ tiếng Pháp "Qu'ils mangent de la brioche"; tạm dịch: Hãy để họ ăn brioche. Cụm từ ban đầu xuất hiện trong cuốn tự truyện vốn chỉ là một giai thoại hoài niệm riêng của Rousseau và không cho thấy hàm ám chỉ đến cá nhân. Rousseau đã xuất phát câu này khi kể về một đại công chúa nào đó. Tuy nhiên, trải qua thời gian cụm từ này sau đó đã được gán cho Marie Antoinette, vợ của Louis XVI; lần đầu tiên bởi nhà báo Alphonse Karr trong Les Guêpes vào tháng 3 năm 1843. Cụm từ này đi theo danh nghĩa của Maria Antonia với hàm ý rằng, khi triều đình Pháp nhận được thông báo là những người nông dân có thể chết vì không có bánh mì để ăn, Vương hậu Maria Antonia là người đã nói "hãy để họ ăn brioche", vốn một loại bánh mì trong tình thế thông thường đã xa xỉ hơn đối với tầng lớp nông dân ở Pháp. Tuy vậy, cho đến ngày nay không có bằng chứng nào cho thấy bà đã nói câu đó.